# Frederik Faber
Frederik Faber, auch Friedrich Faber (* 21. April 1795 in Odense; † 9. März 1828 in  Horsens), war ein dänischer Zoologe (Ornithologie, Ichthyologie).
Faber studierte Jura in Kopenhagen mit dem Examen 1818, interessierte sich aber vor allem für Ornithologie. Er erhielt ein Stipendium zum Studium der Fauna von Island und bereiste 1819 bis 1821 die Insel. Anschließend publizierte er über Vögel und Fische Islands. Später war er Auditor und Regimentsquartiermeister beim schleswigschen Kürassierregiment.
1825 heiratete er.

## Schriften
- Prodromus der isländischen Ornithologie. Kopenhagen 1822 (Digitalisat der Bayerischen Staatsbibliothek).
- Nachtrag zur isländischen Ornithologie. In: Isis. 1824.
- Das Leben der Hochnordischen Vögel. Fleischer, Leipzig 1825/1826 (Eintrag in Biodiversity Library).
- Naturgeschichte der Fische Islands. Brönner, Frankfurt am Main 1829 (Eintrag in Biodiversity Library).